# مالگامانا
مالگامانا (انگلیسی: Malgammana) روستایی در کشور سری‌لانکا است.